# Phie Ambo
Pour les articles homonymes, voir Ambo.
Phie Ambo, née le 6 décembre 1973 à Aarhus (Danemark), est une réalisatrice danoise.

## Biographie
Élevée à Snekkersten, étudiante en mathématiques au gymnase d'Helsingør en 1992, où elle est allée en classe avec Jakob Boeskov, et est diplômée en réalisation de l'École de cinéma du Danemark en 1999.
Elle a co-réalisé avec Sami Saif en 2001 le film Family qui a remporté le Robert 2002 du meilleur documentaire, ainsi que d'autres prix à l'étranger. Son film Gambler est un documentaire sur le réalisateur Nicolas Winding Refn.
Avec les réalisateurs Pernille Rose Grønkjær, Mikala Krogh, Eva Mulvad et la productrice de films Sigrid Dyekjær, elle fonde en 2007 la société de production Danish Documentary, où elle est réalisatrice.